# Коллизия хеш-функции
Колли́зия хеш-фу́нкции — два различных входных блока данных {\displaystyle x} и {\displaystyle y} для хеш-функции {\displaystyle H} таких, что {\displaystyle H(x)=H(y).}
Коллизии существуют для большинства хеш-функций, но для «хороших» хеш-функций частота их возникновения близка к теоретическому минимуму. В некоторых частных случаях, когда множество различных входных данных конечно, можно задать инъективную хеш-функцию, по определению не имеющую коллизий. Однако для хеш-функций, принимающих вход переменной длины и возвращающих хеш постоянной длины (таких как MD5), коллизии обязаны существовать, поскольку хотя бы для одного значения хеш-функции соответствующее ему множество входных данных (полный прообраз) будет бесконечно — и любые два набора данных из этого множества образуют коллизию.

Коллизии возникают, когда хеш-функция не инъективна. Значениям 3 и 4 в области определения представленной на рисунке функции соответствует одно и то же значение C этой функции; иными словами, пара 3 и 4 является коллизией функции

## Пример
Рассмотрим в качестве примера хеш-функцию {\displaystyle H(x)=x\ {\bmod {\ }}19}, определённую на множестве целых чисел. Её область значений состоит из 19 элементов (кольца вычетов по модулю 19), а область определения — бесконечна. Так как множество прообразов заведомо больше множества значений, коллизии обязаны существовать.
Построим коллизию для этой хеш-функции для входного значения 38, хеш-сумма которого равна нулю. Так как функция {\displaystyle H(x)} — периодическая с периодом 19, то для любого входного значения y значение y + 19 будет иметь ту же хеш-сумму, что и y. В частности, для входного значения 38 той же хеш-суммой будут обладать входные значения 57, 76, и т. д. Таким образом, пары входных значений (38,57), (38,76) образуют коллизии хеш-функции {\displaystyle H(x)}.

## Коллизии криптографических хеш-функций
Так как криптографические хеш-функции используются для подтверждения неизменности исходной информации, то возможность быстрого отыскания коллизии для них обычно равносильна дискредитации. Например, если хеш-функция используется для создания цифровой подписи, то умение находить для неё коллизии фактически равносильно умению подделывать цифровую подпись. Поэтому мерой криптостойкости хеш-функции считается вычислительная сложность нахождения коллизии. В идеале не должно существовать способа отыскания коллизий более быстрого, чем полный перебор. Если для некоторой хеш-функции находится способ получения коллизий существенно более быстрый, чем полный перебор, то эта хеш-функция перестаёт считаться криптостойкой и использоваться для передачи и хранения секретной информации. Теоретические и практические вопросы отыскания и использования коллизий ежегодно обсуждаются в рамках международных конференций (таких как CRYPTO или ASIACRYPT), на большом количестве ресурсов Интернета, а также во множестве публикаций.

### Свойства криптографических хеш-функций
Для того, чтобы хеш-функция H считалась криптографически стойкой, она должна удовлетворять трём основным требованиям, на которых основано большинство применений хеш-функций в криптографии:
- Необратимость: для заданного значения хеш-функции m должно быть практически невозможно найти блок данных {\displaystyle X}, для которого {\displaystyle H(X)=m}.
- Стойкость к коллизиям первого рода: для заданного сообщения M должно быть практически невозможно подобрать другое сообщение N, для которого {\displaystyle H(N)=H(M)}.
- Стойкость к коллизиям второго рода: должно быть практически невозможно подобрать пару сообщений {\displaystyle (M,M')}, имеющих одинаковый хеш.

### Защита от использования коллизий
Существует ряд методов защиты от взлома, защиты от подделки паролей, подписей и сертификатов, даже если злоумышленнику известны методы построения коллизий для какой-либо хеш-функции.
Одним из методов является добавление «соли», то есть добавление некоторой последовательности символов к хешируемым данным, применяемое, например, при хранении UNIX-паролей. При этом та же «соль» добавляется также и к получаемому хешу, что существенно повышает сложность одновременного построения коллизий первого рода к группе паролей, так как каждый в этой группе должен начинаться со своего собственного (уникального) значения «соли». Однако, «соль» не усложняет атаку на каждый пароль в отдельности.
Другим популярным, но неработающим методом является конкатенация хешей, получаемых от двух различных хеш-функций. Считается, что при этом, чтобы подобрать коллизии к хеш-функции {\displaystyle C(x)=y(x)\|z(x)}, являющейся конкатенацией хеш-функций {\displaystyle y(x)} и {\displaystyle z(x)}, необходимо знать методы построения коллизий и для {\displaystyle y(x)}, и {\displaystyle z(x)}.
При этом есть исследования, показывающие, что использование конкатенаций хешей незначительно усиливает стойкость регулирующего хеша к коллизиям, причём не важно, как сильно отличаются хеш-функции друг от друга. Если одна из хеш-функций достаточно слабая, чтобы найти в ней коллизию, вторая не сможет усилить результирующий хеш.

### Методы поиска коллизий
Одним из самых простых и универсальных методов поиска коллизий является атака «дней рождения». С помощью этой атаки отыскание коллизии для хеш-функции разрядности {\displaystyle n} битов потребует в среднем около {\displaystyle 2^{n/2}} операций. Поэтому n-битная хеш-функция считается криптостойкой, если вычислительная сложность нахождения коллизий для неё близка к {\displaystyle 2^{n/2}}.
Кроме того, существует атака удлинением сообщения, которая для известного значения {\displaystyle H(x)} позволяет вычислить {\displaystyle H(x\|y)=H(H(x)\|y)}, где {\displaystyle \|} обозначает конкатенацию. Атака расширения для некоторых хеш-функций работает даже при обеспечении стойкости к коллизиям первого рода, стойкости к коллизиям второго рода, а также свойства необратимости. Подразумевается, что нет необходимости знать {\displaystyle X}, а достаточно знать лишь его хеш. Таким образом можно, например, дописывать дополнительную информацию к чужому сообщению. Для предотвращения этой атаки используют различные методы: добавляют дополнительный раунд при хешировании, отличный от предыдущих; применяют многократное хеширование; или используют комбинацию предыдущих двух методов.
Но атаку расширения можно рассмотреть и с другой стороны: если у нас есть некоторое сообщение {\displaystyle X}, и хеш-функция уязвима для атаки расширения, то легко можно найти коллизию первого рода: {\displaystyle M_{1}=X\|Y}, {\displaystyle M_{2}=H(X)\|Y}, {\displaystyle H(M_{1})=H(M_{2})}, то есть нарушается свойство стойкости к коллизиям первого рода.
Большая часть современных хеш-функций имеет одинаковую структуру, основанную на разбиении входного текста на блоки и последующем итерационном процессе, в котором на каждой итерации используется некоторая функция {\displaystyle G(x,y)}, где x — очередной блок входного текста, а y — результат предыдущей операции. Однако такая схема несовершенна, так как, зная функцию {\displaystyle G}, можно проводить анализ данных в промежутках между итерациями, что облегчает поиск коллизий.
Часто нахождению коллизий хеш-функций предшествует нахождение её псевдоколлизий, то есть двух разных значений начального буфера, которые для одного и того же сообщения дают равные значения хеш-функции.

### Коллизии хеш-функций MD4 и MD5
В 1996 году Ганс Доббертин нашёл псевдоколлизии в MD5, используя определённые инициализирующие векторы, отличные от стандартных. Оказалось, что можно для известного сообщения построить второе, такое, что оно будет иметь такой же хеш, как и исходное. C точки зрения математики это означает, что MD5(IV,L1) = MD5(IV,L2), где IV — начальное значение буфера, а L1 и L2 — различные сообщения.
В 2004 году китайские исследователи Ван Сяоюнь (Wang Xiaoyun), Фэн Дэнго (Feng Dengguo), Лай Сюэцзя (Lai Xuejia) и Юй Хунбо (Yu Hongbo) объявили об обнаруженной ими уязвимости в алгоритме, позволяющей за небольшое время (1 час на сервере IBM p690) находить коллизии.
В 2005 году исследователи Ван Сяоюнь и Юй Хунбо из университета Шаньдуна в Китае опубликовали алгоритм для поиска коллизий в хеш-функции MD5, причём их метод работает для любого инициализирующего вектора, а не только для вектора, используемого по стандарту. Применение этого метода к MD4 позволяет найти коллизию меньше чем за секунду. Он также применим и к другим хеш-функциям, таким как RIPEMD и HAVAL.
В 2008 году Сотиров Александр, Марк Стивенс (Marc Stevens), Якоб Аппельбаум (Jacob Appelbaum) опубликовали на конференции 25th Chaos Communication Congress статью, в которой показали возможность генерирования поддельных цифровых сертификатов на основе использования коллизий MD5.

### Коллизии хеш-функции SHA-1
В январе 2005 года Винсент Рэймен и Elisabeth Oswald опубликовали сообщение об атаке на усеченную версию SHA-1 (53 раунда вместо 80), которая позволяет находить коллизии меньше, чем за 280 операций.
В феврале 2005 года Ван Сяоюнь, Лиза Инь Ицюнь и Юй Хунбо представили атаку на полноценный SHA-1, которая требует менее 269 операций.
В августе 2005 года на CRYPTO 2005 эти же специалисты представили улучшенную версию атаки на полноценный SHA-1, с вычислительной сложностью в 263 операций.
В декабре 2007 года детали этого улучшения были проверены Мартином Кохраном.
Кристоф де Каньер и Кристиан Рехберг позже представили усовершенствованную версию атаки на SHA-1, за что были удостоены награды за лучшую статью на конференции ASIACRYPT 2006. Ими была представлена двухблоковая коллизия на 64-раундовый алгоритм с вычислительной сложностью около 235 операций.
Ввиду того, что теоретические атаки на SHA-1 оказались успешными, NIST планирует полностью отказаться от использования SHA-1 в цифровых подписях.

### Коллизии других хеш-функций
Хеш-функции RIPEMD и HAVAL также являются уязвимыми для алгоритма поиска коллизий MD5, опубликованного Ван Сяоюнь (Wang Xiaoyun), Фен Дэнгуо (Feng Dengguo), Лай Сюэцзя (Lai Xuejia) и Юй Хунбо (Yu Hongbo) в 2004 году.
Для второй модификации хеш-функции WHIRLPOOL, называемой Whirlpool-T, на 2009 год не предложено алгоритмов поиска коллизий или псевдоколлизий; существенным ограничением для их нахождения является сложность самой функции и большая длина (512 бит) выходного ключа.
Хеш-функция ГОСТ Р 34.10-2001 по криптостойкости мало отличается от ГОСТ Р 34.10-94, нахождение коллизий для которой сводится к вычислению дискретного логарифма в группе точек эллиптической кривой с предположительно экспоненциальной сложностью. Например, для 256-битных параметров дискретное логарифмирование с помощью ρ-метода или λ-метода Полларда потребует выполнения около {\displaystyle {10}^{30}} операций.

## Разрешение коллизий в хеш-таблицах
Коллизии осложняют использование хеш-таблиц, так как нарушают однозначность соответствия между хеш-кодами и данными. Тем не менее, существуют специальные методики для преодоления возникающих сложностей:
- Метод цепочек: Технология сцепления элементов (chaining) состоит в том, что элементы множества, которым соответствует одно и то же хеш-значение, связываются в цепочку-список. В позиции номер i хранится указатель на голову списка тех элементов, у которых хеш-значение ключа равно i; если таких элементов в множестве нет, в позиции i записан NULL.
- Открытая адресация: В отличие от хеширования с цепочками, при открытой адресации никаких списков нет, а все записи хранятся в самой хеш-таблице. Каждая ячейка таблицы содержит либо элемент динамического множества, либо NULL.
- Исключение коллизий: В отличие от двух предыдущих методов, наличие коллизий в хеш-таблице исключается на этапе добавления элементов. Хеш-кодом адресуемого элемента является хеш информации + случайное значение. Если хеш-код уже есть в таблице, случайное значение перегенерируется, с повторным добавлением в хеш-таблицу элемента с другим хешем. Таким образом, наличие коллизий исключается, и элементы можно найти по уникальным их хешам, которые их адресуют однозначно в хеш-таблице.